# Youssoupha Ndiaye
Youssoupha Ndiaye, né le 9 mai 1938 à Saint-Louis et décédé le 17 juillet 2021, était un juriste et homme politique sénégalais.

## Biographie

### Carrière
Ndiaye a été président de la Cour de cassation de 1992 à 1993. Puis il a été président du Conseil constitutionnel de 1993 à 2002. Il a également été ministre des Sports au Sénégal de 2002 à 2005.
Vice-président (1980-1984) puis président de la fédération sénégalaise de football (Comité national provisoire chargé de réorganiser, de gérer et de développer le football au Sénégal) de 1986 à 1988; président de la Fédération sénégalaise de tennis (1983-1986); président de l’Union sportive goréenne (1986-2002), puis président d’honneur (2002-).
Ndiaye a également été membre du Comité International Olympique (CIO) de 2002 à 2017. Il a été président du comité d'éthique du CIO de 2007 à 2017.